# Oryzomys antillarum
Oryzomys antillarum — вид гризунів з родини Хом'якові (Cricetidae).

## Морфологія
Був середнього розміру, схожий у багатьох відношеннях на Oryzomys couesi. Довжина голови й тіла становила від 120 до 132 мм. Верх був червонуватим і поступово змінював забарвлення до жовтуватого на нижніх частинах тіла. Хвіст так само забарвлений.

## Проживання
Цей вид був відомий з Ямайки.

## Загрози та охорона
Не був записаний з 1877 року. Швидше за все вимер після введення мангуста. Вид був востаннє записаний через 5 років після введення мангуста на Ямайку.
| Панда | Це незавершена стаття з теріології. Ви можете допомогти проєкту, виправивши або дописавши її. |